# Schmitten (Duitsland)

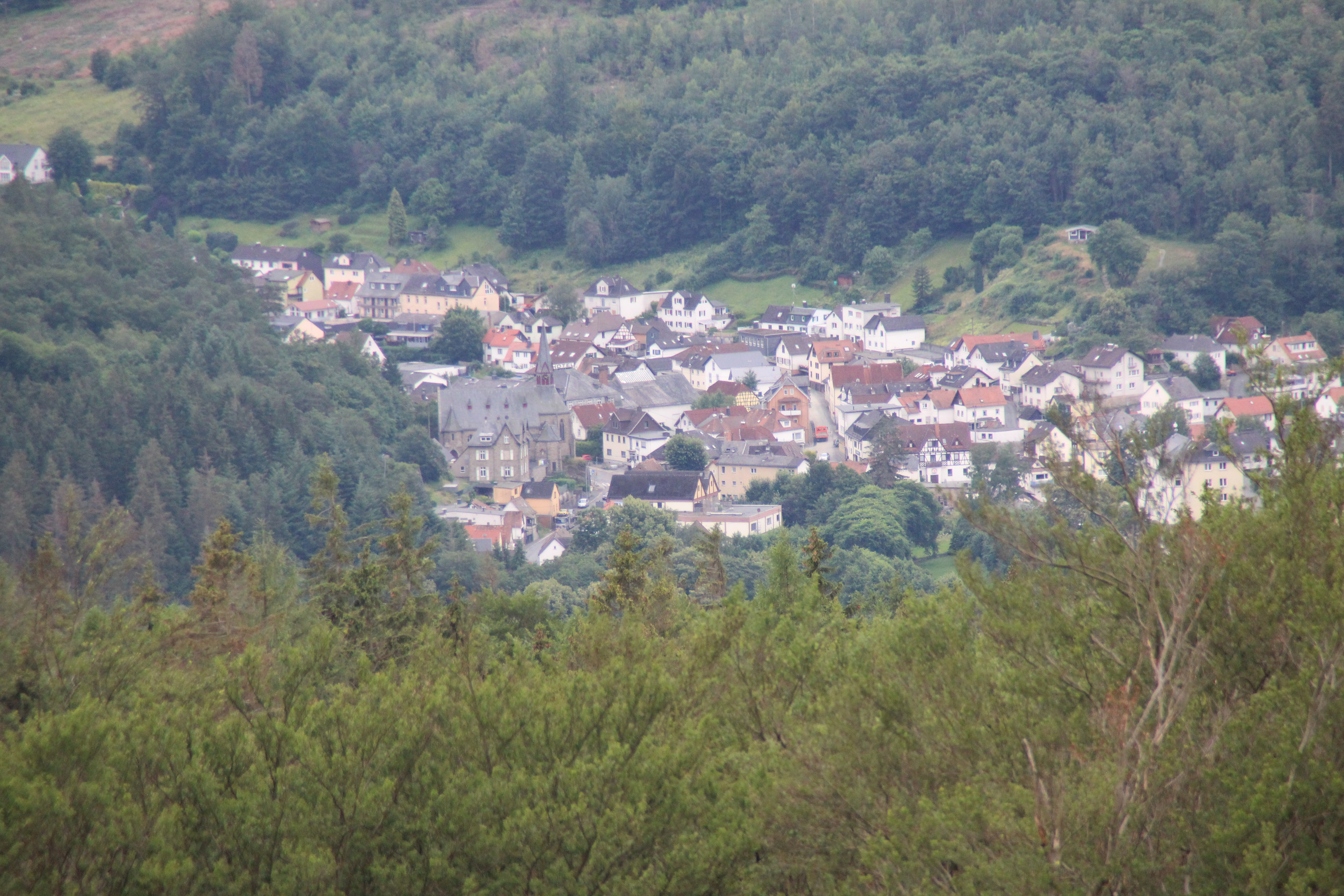
Schmitten

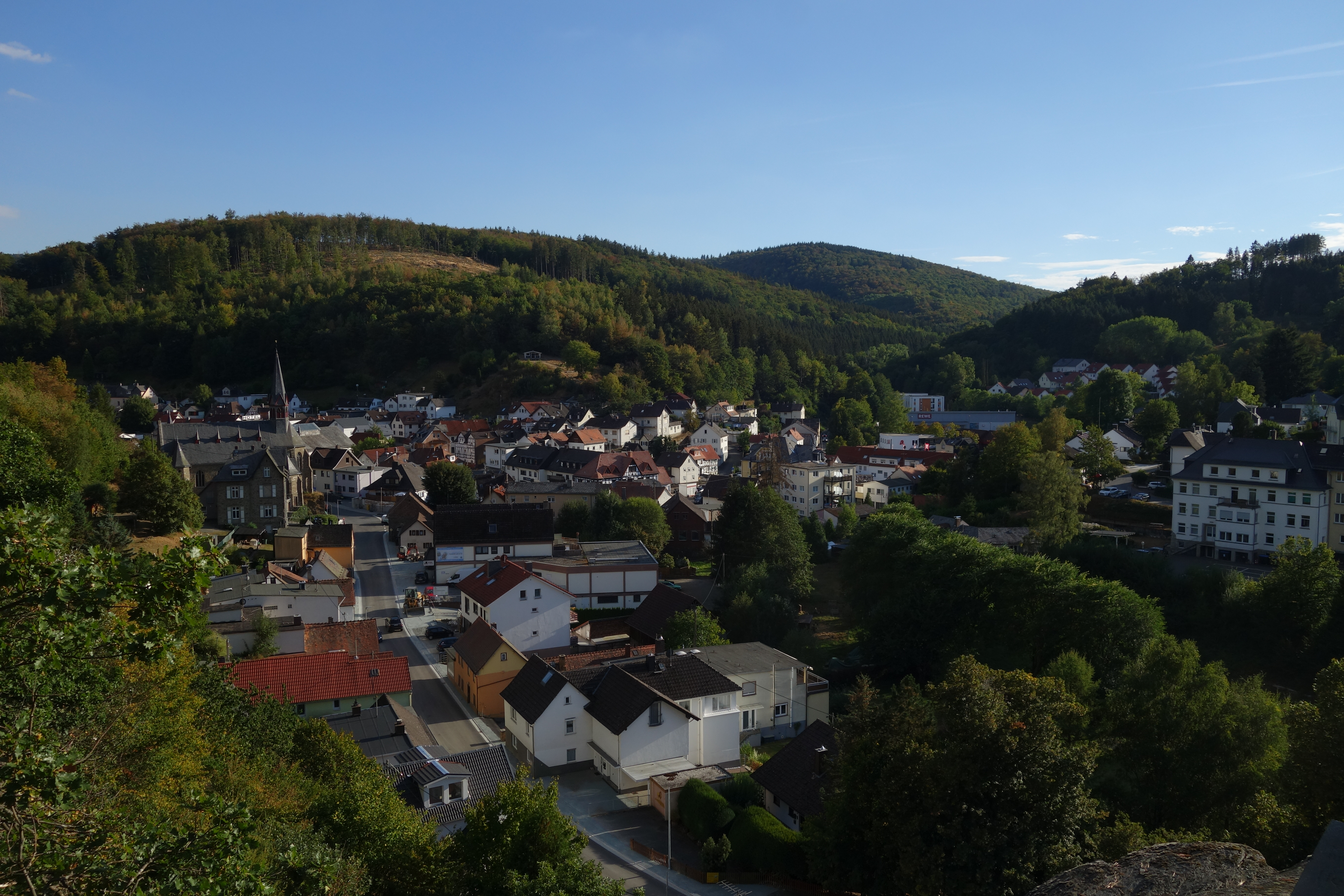
Uitzicht over Schmitten, op de achtergrond de bergen Pfaffenrod en Sängelberg (van links)

Schmitten is een gemeente in de Duitse deelstaat Hessen, gelegen in de Hochtaunuskreis.
Schmitten telt 9.443 inwoners.

## Plaatsen in de gemeente Schmitten
- Arnoldshain
- Brombach
- Dorfweil
- Hunoldstal
- Niederreifenberg
- Oberreifenberg
- Schmitten
- Seelenberg
- Treisberg

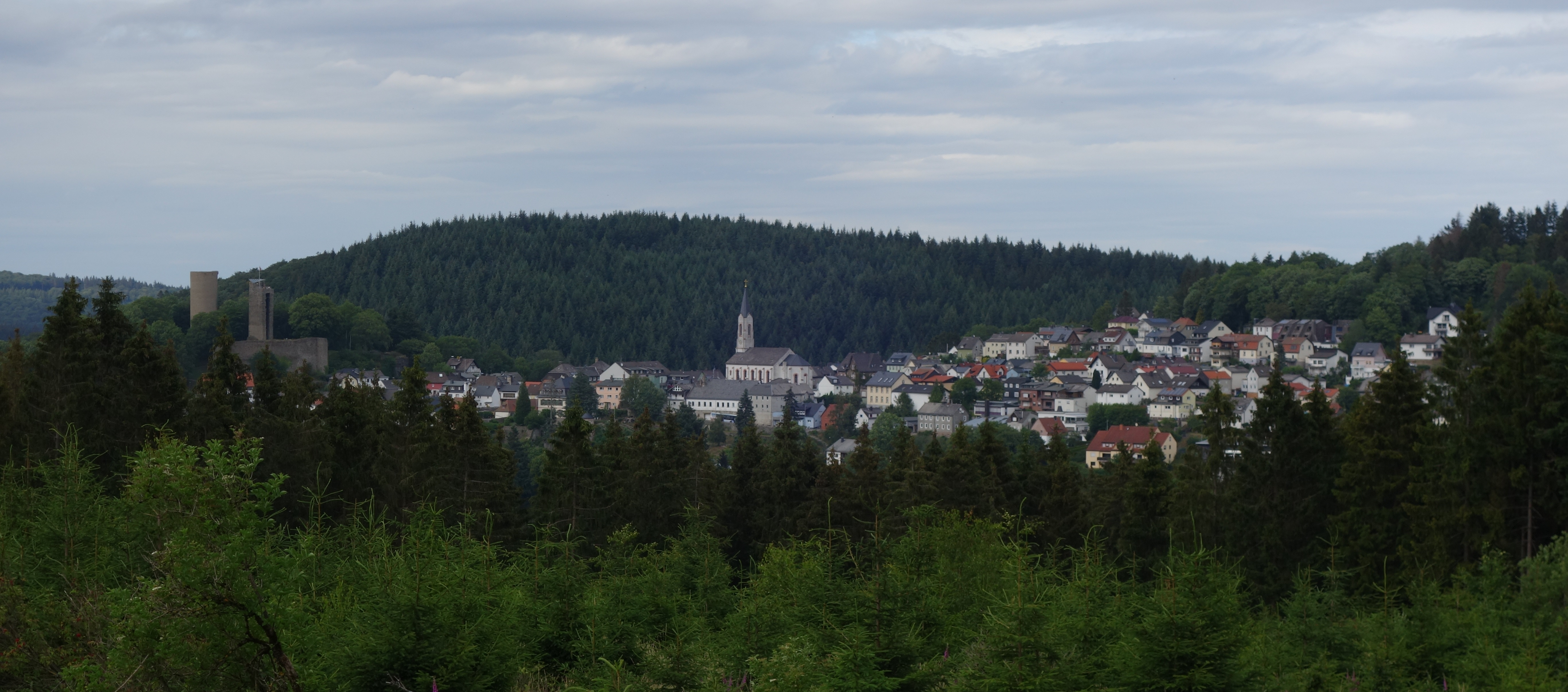
Oberreifenberg met op de achtergrond de berg Sängelberg.

Alle waren tot 1972 zelfstandige gemeenten.
Bad Homburg vor der Höhe · Friedrichsdorf · Glashütten · Grävenwiesbach · Königstein im Taunus · Kronberg im Taunus · Neu-Anspach · Oberursel · Schmitten · Steinbach · Usingen · Wehrheim · Weilrod